# Островский сельсовет (Липецкая область)
Островский сельсове́т — сельское поселение в Становлянском районе Липецкой области. 
Административный центр — село Берёзовка.

## История
В соответствии с законами Липецкой области №114-оз от 02.07.2004 и №126-оз от 23.09.2004 сельсовет наделён статусом сельского поселения, установлены границы муниципального образования.

## Население
| 2010 | 2012 | 2013 | 2014 | 2015 | 2016 | 2017 |
| ---- | ---- | ---- | ---- | ---- | ---- | ---- |
| 662  | ↘652 | ↘640 | ↘624 | ↘601 | ↘595 | ↘589 |
| 2018 | 2021 |      |      |      |      |      |
| ↘568 | ↘504 |      |      |      |      |      |

## Состав сельского поселения
| № | Населённый пункт | Тип населённого пункта       | Население |
| - | ---------------- | ---------------------------- | --------- |
| 1 | Берёзовка        | село, административный центр | 406       |
| 2 | Веригино         | село                         | 3         |
| 3 | Карповка         | деревня                      | 22        |
| 4 | Ключики          | деревня                      | 27        |
| 5 | Новоселки        | деревня                      | 25        |
| 6 | Островки         | деревня                      | 84        |
| 7 | Островки-Заречье | деревня                      | 44        |
| 8 | Пахомовка        | деревня                      | 12        |
| 9 | Товарково        | деревня                      | 39        |